# Светлолобовское муниципальное образование
Светлолобовское муниципальное образование — муниципальное образование со статусом сельского поселения в
Усть-Удинском районе Иркутской области России. Административный центр — Светлолобово.

## Состав поселения
В состав муниципального образования входят населённые пункты:
- Светлолобово
- Михайловщина[2]

## Население
| 2010 | 2011 | 2012 | 2013 | 2014 | 2015 | 2016 |
| ---- | ---- | ---- | ---- | ---- | ---- | ---- |
| 835  | ↘831 | ↘812 | ↘790 | ↘785 | ↘782 | ↘747 |
| 2017 |      |      |      |      |      |      |
| ↘741 |      |      |      |      |      |      |

По результатам Всероссийской переписи населения 2010 года
численность населения муниципального образования составила 401 мужчина и 434 женщины.